# Tom-Tom et Nana
 (janvier 2019).
Tom-Tom et Nana, intitulée À la bonne fourchette jusqu'en 1990, est une série de bande dessinée jeunesse qui paraît dans la revue mensuelle J'aime lire dès le premier album en 1977. Les autrices initiales de la série sont Jacqueline Cohen pour les textes et Bernadette Després pour les dessins. Elles ont ensuite été rejointes, pour les scénarios, par Évelyne Reberg. Catherine Viansson-Ponté met en couleur.
La série met en scène la famille Dubouchon, tenancière du restaurant À la bonne fourchette, dont la tranquillité est troublée par les fantaisies des deux plus jeunes enfants, Tom-Tom et Nana.

## Réception
Extrêmement peu médiatisée au début, sans doute par la faute de son statut de bande dessinée en fin de magazine donc créée uniquement pour fidéliser les jeunes lecteurs, la BD connut pourtant un grand succès qui atteint son apogée vers les années 1995-2000 (pendant lesquelles un dessin animé est créé). Mais, pendant les années 2000, elle perd en régularité : les histoires, qui avaient jusque-là toujours fait 10 pages, changent souvent de nombre de pages. Les histoires (qui ne font plus qu'une page) paraissent irrégulièrement dans J'aime lire. 
En 2019, au festival de la bande dessinée d'Angoulême, les dessins de Tom-Tom et Nana de Bernadette Després sont exposés dans une salle du musée. Elle y est honorée d'un Fauve d'honneur.

## Personnages

### La famille Dubouchon
- Tom-Tom Dubouchon : le cadet des enfants et seul garçon de la famille, cancre, qui est fatigué par les excès de Nana. Le plus souvent, c'est lui qui élabore les plus grosses bêtises. Rusé et débrouillard, il a environ 8 à 10 ans.
- Nana Dubouchon : la benjamine, qui se laisse aller aux bêtises de Tom-Tom qu'elle admire autant que Marie-Lou. Elle a environ 6 à 7 ans. Son caractère, assez simplet au début, évolue ensuite vers une personnalité plus fofolle.
- Adrien Dubouchon : père des enfants et chef-cuisinier du restaurant. Souvent grincheux, il semblerait qu'il soit cependant un cuisinier renommé, couronné de nombreux prix, sa chouquette royale est célèbre.
- Yvonne Dubouchon : mère des enfants. Plus coulante que son mari mais tout aussi dépassée par les excentricités de ses enfants.
- Marie-Lou Dubouchon : l'adolescente aînée des enfants, amoureuse de Mémed dans une grande partie de la série (ce qui ne l'empêche pas de draguer d'autres jeunes hommes), elle est excédée par ses deux jeunes frère et sœur.
- Roberte Dubouchon : sœur d'Adrien et tante des enfants. Elle possède un canari et se passionne pour le ménage et les travaux scolaires. Elle est la personne que cherchent le plus à éviter les Dubouchon, mais elle arrive souvent à ses fins.

## Les employés et clients du restaurant

### Employés
- Mélanie Lano : aide-cuisinière. Dans le tome 33, mama Marto sous-entend que son fils Gino a une relation amoureuse avec elle.
- Gino Marto : serveur originaire d'Italie, toujours très chic. Il aime beaucoup Tom-Tom et Nana, mais il lui arrive d'exploser devant leurs farces. Sa mère est très excentrique et turbulente.

### Clients
- Arthur et ses parents : très capricieux et colérique, Arthur est un enfant-roi dont les moindres désirs sont exaucés. Ses parents le protègent et le gâtent à l'excès, rendant Arthur incapable de stabilité émotionnelle. D'ailleurs, seuls Tom-Tom et Nana acceptent de jouer avec lui car forcés.
- M. Henri : client régulier d'un certain âge. Toujours très calme et posé lors des repas, il est capable le reste du temps d'une grande excentricité.
- Mme Poipoi : cliente régulière, elle est généralement accompagnée de monsieur Henri.
- M. Robert : client régulier, dîne souvent avec monsieur Henri et madame Poipoi.
- Mme Kellmer : cliente, aime la voyance et la magie et est passionnée par les animaux. Cependant les parents Dubouchon l'évitent alors que les enfants l'adorent. Elle possède un très gros chien, Poussin, source de nombreux gags.
- M. Nénesse, client à l'allure de clochard.
- M. Rechignou : client exigeant. Une fois devenu riche, il déserte la Bonne Fourchette, lui préférant le chic Homard gracieux. Malgré son horrible caractère (qui s'assouplit au fil des tomes), les Dubouchon font tout pour le récupérer lors de ses — rares — visites, sans succès. Travaillant par le passé au cimetière municipal Il est désormais employé dans une entreprise de farces et attrapes, ce qui contraste avec son caractère rigide.
- Mme Mochu : cliente hautaine et particulièrement laide malgré tout le soin qu'elle porte à son apparence.
- Bouboule : le fils de madame Mochu.
- M. Biscotte : client pratiquant le catch sous le pseudonyme de « Poigne de Béton ».
- M. Lachaise : client, remplaçant scolaire de monsieur Tabouret, qui se brouille avec Tom-Tom dès leur première rencontre.
- Docteur Vacci-Vaccinons : rarement vu au restaurant, il est le médecin généraliste de la ville et intervient de temps à autre lorsque les membres de la famille sont malades... ou dans le cas des enfants, font semblant. Il est généralement sérieux et professionnel.

### L'école
- Rémi Lepoivre : meilleur ami de Tom-Tom, d'origine guadeloupéenne, faisant partie d'une famille très sportive. Bien qu'apparemment très bon élève à l'école, il est presque aussi turbulent que les enfants Dubouchon. On le reconnait car il ne peut pas se séparer de son chapeau vert.
- Sophie Moulinet : amie de Tom-Tom, reconnaissable à ses grosses lunettes et première de classe, fille de parents riches, parfois détestable. Il semble que Tom-Tom ait un petit béguin pour elle dans certaines histoires.
- Alexandre : camarade de classe de Tom-Tom avec qui il se bagarre régulièrement.
- Fatiah : amie de Nana, assez chipie.
- M. Albert Tabouret : instituteur de Tom-Tom, intraitable sur les fautes d'orthographe et les calculs, capable d'une excessive sévérité avec ses élèves, souvent injuste.

## Gags récurrents
De nombreux gags récurrents pimentent la série :
- Les fêtes des pères et des mères : presque chaque année, la fête des mères — et moins régulièrement, des pères — est gâchée par un événement de dernière minute, et toute l'histoire est occupée par les tentatives de Tom-Tom et Nana de sauver la fête ;
- L'opération séduction pour monsieur Rechignou : monsieur Rechignou est un client aisé, qui préfère le Homard Gracieux à la Bonne Fourchette. Venant tout de même de temps à autre, les Dubouchon tentent de le convaincre de venir chaque midi, avec ses amis aussi snobinards que lui, n'hésitant pas à le favoriser ouvertement devant les autres clients. Chaque tentative est un ratage lamentable ;
- Arthur : il s'agit d'un enfant turbulent. Chacune de ses venues au restaurant est l'occasion d'un combat entre les enfants Dubouchon et lui, qui font tout pour le calmer ;
- La bagarre avec Alexandre : se disputant souvent avec Alexandre, Tom-Tom lui propose alors un combat, après une querelle dans la classe, qu'il fait tout pour esquiver par la suite ;
- Tante Roberte : gag récurrent à elle toute seule. Sévère lorsqu'il s'agit de faire le nettoyage, elle voue le reste du temps un grand amour à ses neveux ;
- Mme Kellmer : elle aussi possède l'art de déclencher des situations comiques à chacune de ses apparitions. Elle se dit spécialiste de voyance, des animaux, des plantes, de la magie ;
- Poussin (puis Pupuce) : le chien de madame Kellmer, très gros, très encombrant, très affectueux. Comme pour sa maîtresse, les enfants l'adorent mais les parents l'évitent.

## Albums

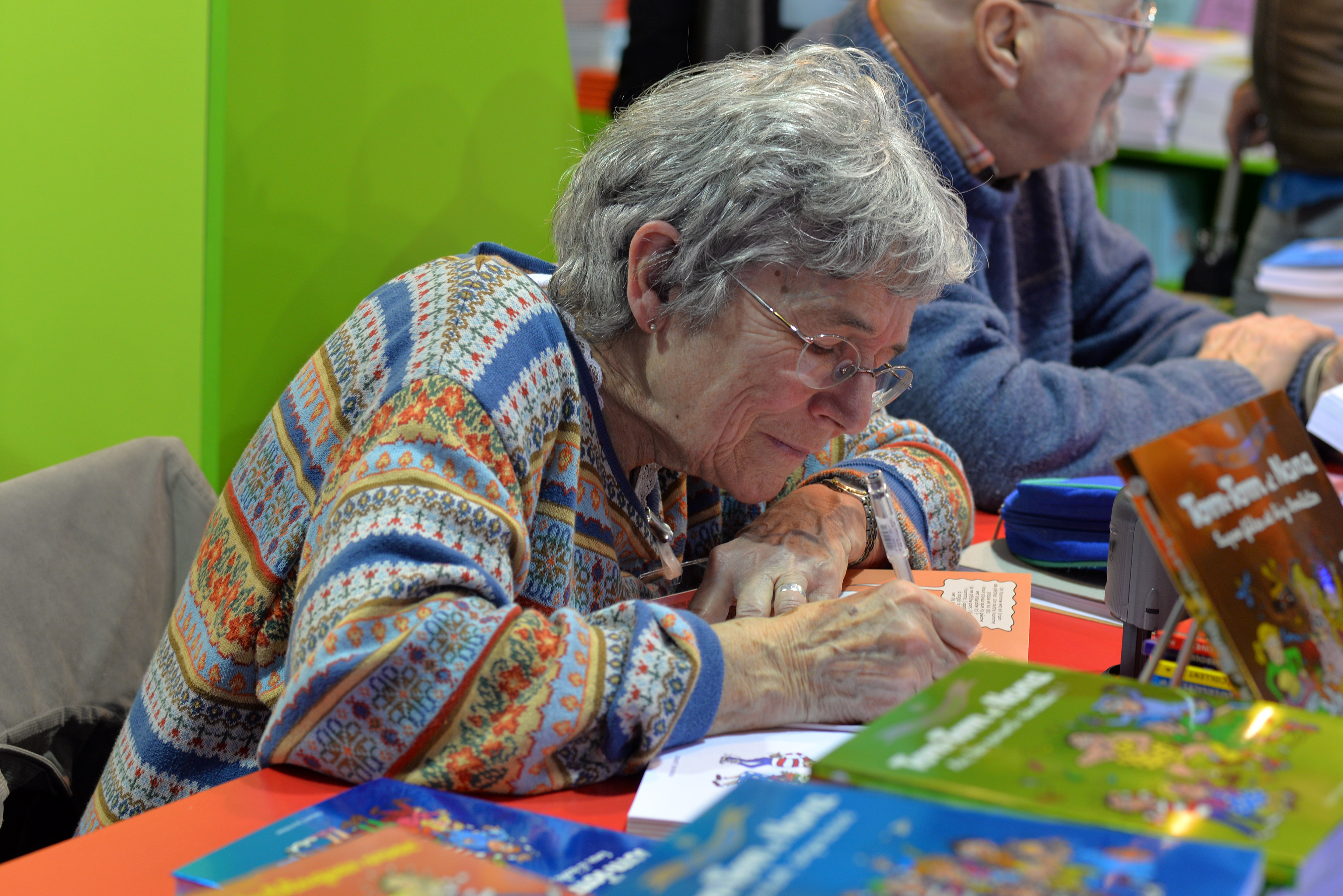
Bernadette Després signant des albums de la série au Festival d'Angoulême 2015

Les histoires sont régulièrement regroupées dans des albums dédiés,. La première collection débute en 1985 et regroupe les aventures de Tom-Tom Dubouchon. Chaque album est composé de neuf histoires de dix planches chacune.

### Tom-Tom et Nana
1. Tom-Tom et l'impossible Nana — (BNF 34780273) 1977
2. Tom-Tom et ses idées explosives
3. Tom-Tom le roi de la tambouille
4. Les cartables décollent
5. Les vacances infernales
6. Bande de sauvages !
7. Drôle de cirque
8. Les deux terreurs
9. Les fous du mercredi
10. Les premiers de la casse
11. Ici radio-casserole
12. Et que ça saute !
13. Bonjour les cadeaux !
14. La tribu des affreux
15. Ça va chauffer !
16. Abracada...boum !
17. Allez, les monstres
18. Salut, les zinzins !
19. Bienvenue au club !
20. Poux, papous et pas papous
21. C'est magique !
22. Superstars
23. Dégâts à gogo !. Alph-Art jeunesse 7-8 ans au festival d'Angoulême 1999[7]
24. Au zoo, les zozos !
25. Les mabouls déboulent !
26. Tremblez, carcasses !
27. Trop, c'est trop !
28. À l'attaque !
29. Toujours plus forts !
30. La salsa des saucisses
31. Ça roule !
32. Subliiiimes !
33. Ben ça, alors !
34. Increvables !  (2017)

### Le Meilleur de Tom-Tom et Nana
Cette série présente des compilations d'aventures précédemment publiées.
1. Méga-farces et mini gaffes
2. Fous d'école, dingues de récré
3. Aïe, les parents déraillent !
4. Super fêtes et big boulettes
5. Saperlipopette, voila tante Roberte !
6. Tous potes, tous au top !
7. Vive les génies, debout les ramollis.

## Séries télévisées
La bande dessinée fut adaptée en 1997 en une série télévisée d'animation, diffusée à partir du 7 septembre 1998 sur France 3 dans l'émission Les Minikeums, Canal J en 2005, France 5 dans Zouzous depuis 2011, ou encore Tiji de 2007 à 2012. 
Une nouvelle série inédite est diffusée sur la chaîne TéléTOON+ depuis le 2 septembre 2019 et disponible à la demande et sur myCANAL.